# NGC 1021
NGC 1021 ist eine Spiralgalaxie vom Hubble-Typ Sbc im Sternbild Walfisch südlich der Ekliptik. Sie ist schätzungsweise 259 Millionen Lichtjahre von der Milchstraße entfernt und hat einen Durchmesser von etwa 50.000 Lichtjahren. Gemeinsam mit NGC 1020 bildet sie ein optisches Galaxienpaar.
Im selben Himmelsareal befinden sich unter anderem die Galaxien NGC 1009, NGC 1016, NGC 1019, PGC 1221510.
Das Objekt wurde am 15. Juni 1865 von dem deutschen Astronomen Albert Marth entdeckt.